# Bistum Namur
Das Bistum Namur (lateinisch Dioecesis Namurcensis, französisch Diocèse de Namur) besteht seit 1559. Der Kirchensprengel umfasst heute die belgischen Provinzen Namur und Luxemburg.

## Geschichte
- 1559: Gründung des Bistums Namur aufgrund einer Reorganisation der Diözesen in den damaligen habsburgischen Niederlanden auf Betreiben von Philipp II. Der Kirchensprengel war vordem dem Bistum Lüttich zugeordnet. Namur wird in die neu gegründete Kirchenprovinz Cambrai eingegliedert.
- 1801: Neuordnung der Kirchenorganisation im Zuge der französischen Revolution – Unterstellung von Namur unter das Erzbistum Mecheln-Brüssel.
- 1830–1842: Nach der belgischen Revolution von 1830 werden die Gemeinden im Großherzogtum Luxemburg zunächst einem Apostolischen Vikariat unterstellt und 1870 endgültig einem eigenen Bistum Luxemburg.
- 1987–1991: Serie von Fällen sexuellen Missbrauchs durch den Diözesanpriester Gilbert Hubermond.[1]
- 2015: Der Primas von Belgien, Erzbischof André-Joseph Léonard, wird wegen seiner Untätigkeit als Diözesanbischof von Namur im Fall Hubermond vom Berufungsgericht in Lüttich zu einer Geldstrafe in Höhe von 10.000 Euro verurteilt.[1]

## Kathedrale
Die Kirche Saint-Aubain de Namur ist Kathedrale des Bistums Namur.

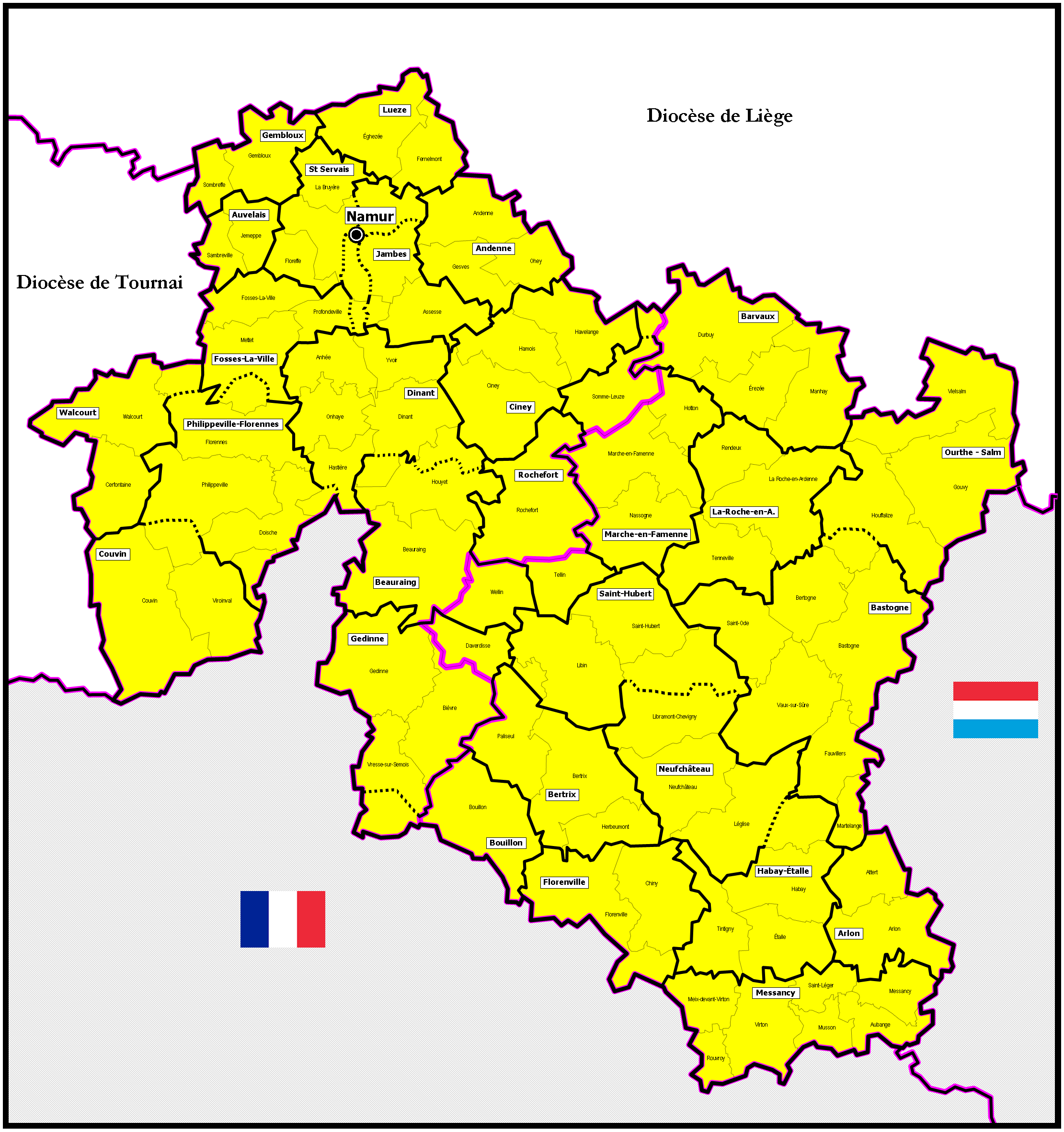
Detaillierte Bistumskarte
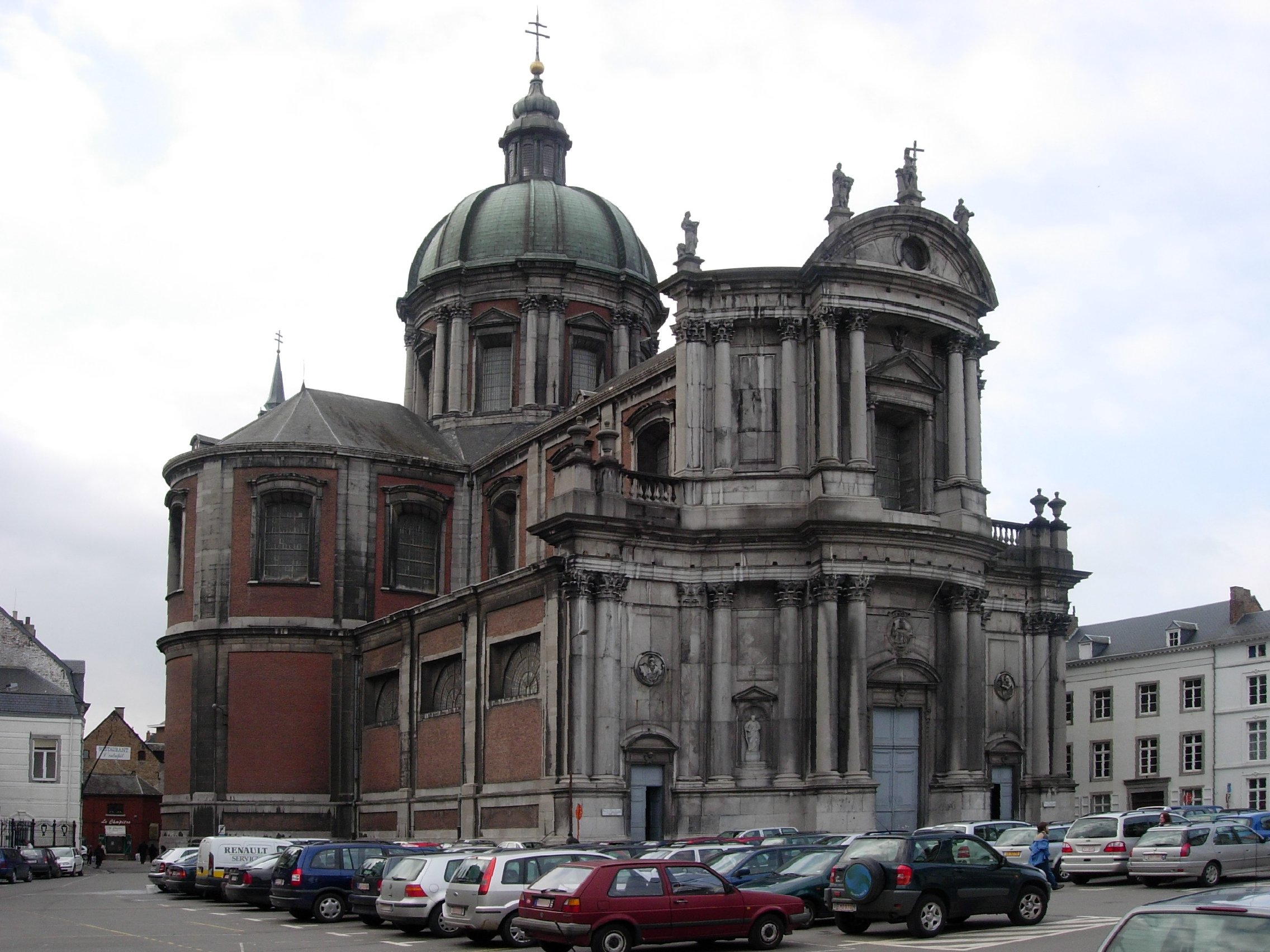
Kathedrale in Namur
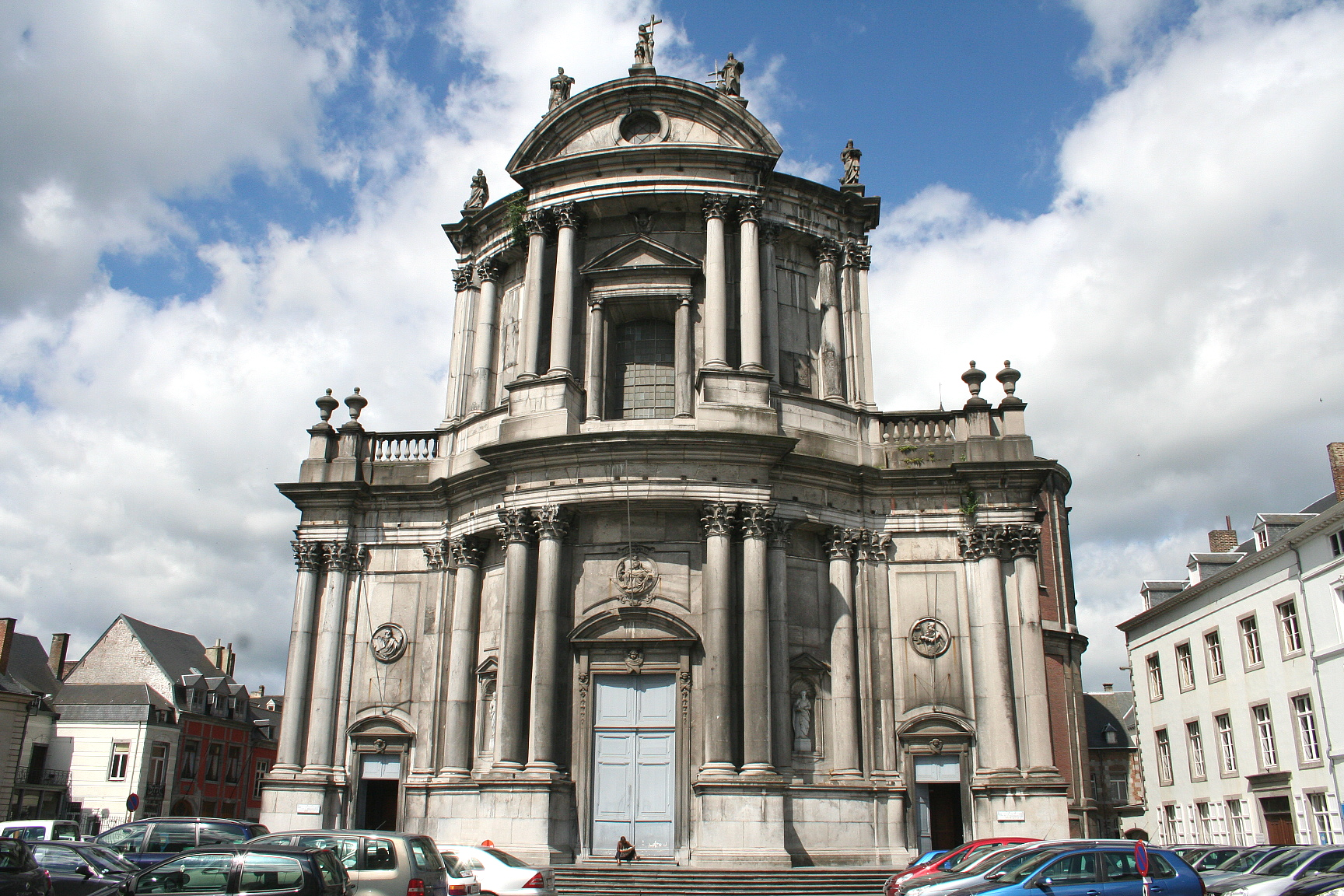
Kathedrale in Namur